# Kamunové

Etnické složení severu Itálie v době železné

Kamunové nebo Kamuniové (latinsky Camunni) byli obyvatelé údolí Val Camonica v době železné (1. tisíciletí př. n. l.), jimž jsou připisovány skalní malby a rytiny nalezené v této oblasti, jež představují největší sbírku jeskynního umění v Evropě, a byly prohlášené za Světové dědictví UNESCO. Je předmětem sporů, zda lze hovořit o samostatném kmeni či etniku, někdy jsou považováni za podskupinu Rétů. Jejich písmo vycházelo z etruské abecedy, takže byli někdy označováni i za Etrusky, ale spíše s nimi byli v intenzivní kulturní výměně. V čase byli jistě také částečně keltizováni. Podle řady badatelů ale jejich jazyk, kamunština, svědčí o tom, že byli kmenem spíše neindoevropským, nekeltským a neetruským, takže jejich původ bývá označován za záhadný. Jiní autoři ovšem označují kamunštinu za neznámý a nesrozumitelný indoevropský jazyk. Pojem Camunni pro označení zde žijícího kmene byl prvně použit antickými autory 1. století. Strabón o nich hovořil jako o Καμοῦνοι (Kamounoi), zatímco Cassius Dio užíval pojmu Καμούννιοι (Kamounnioi). Právě v prvním století byli Kamunové také podrobeni Římu a posléze romanizováni. Rychlost romanizace byla spjata s tím, že byli podrobeni poměrně pozdě a tedy blízko době, kdy po spojenecké válce byl Řím donucen začít přidělovat římské občanství i obyvatelům periferních oblastí.